# Bedri Rahmi Eyüboğlu

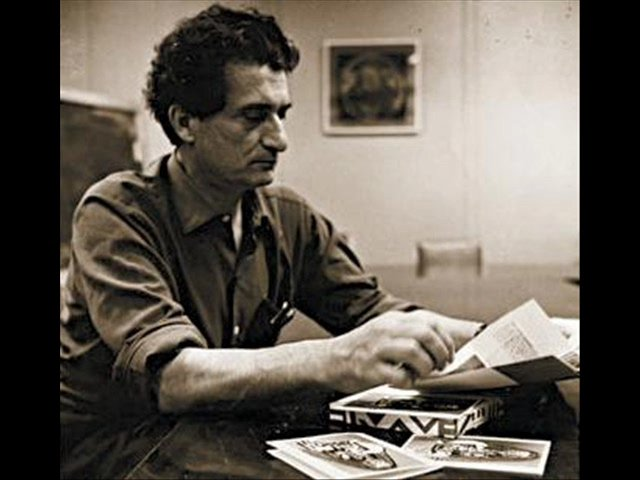
Bedri Rahmi Eyüboğlu

 Bedri Rahmi Eyüboğlu  (* 1911 in Görele als Mehmet Bedri Rahmi; † 21. September 1975 in Istanbul) war ein türkischer Maler und Lyriker. Er lehrte an der Mimar-Sinan-Universität für Schöne Künste.

## Leben
Bedri Rahmi wurde 1911 als zweites von fünf Kindern eines Beamten geboren. Sein älterer Bruder Sabahattin war ein bekannter Schriftsteller und seine Schwester Mualla Architektin, die als Restauratorin des Harems im Topkapı-Palast bekannt wurde.
Aufgrund der Arbeit des Vaters als Provinzgouverneur lebte Eyüboğlu in verschiedenen Städten der Türkei, bevor er in Trabzon eingeschult wurde. 1929 zog er nach Istanbul, um an der Mimar Sinan Universitesi zu studieren.
Kurzzeitig verließ er die Kunsthochschule und studierte 1931 in Frankreich, wo auch der Bruder lebte. Rahmi lernte in Dijon und in Lyon Französisch und studierte dann in Paris im Atelier von Andre Lohte, wo er auch seine spätere Ehefrau Ernestine Letoni (später oft Eren) kennenlernte. Das Paar heiratete 1936 in Istanbul.
Nach der Rückkehr in die Türkei schrieb er sich erneut ein und erhielt 1936 sein Diplom. Im Jahr 1937 wurde er Assistent und Übersetzer von Leopold Levy. Eyüboğlu lehrte bis zu seinem Tode im Jahr 1975 an der Mimar Sinan Universitesi. Er starb 1975 an Bauchspeicheldrüsenkrebs und wurde auf dem Friedhof Küçükyalı in Istanbul bestattet.

## Arbeit als bildender Künstler

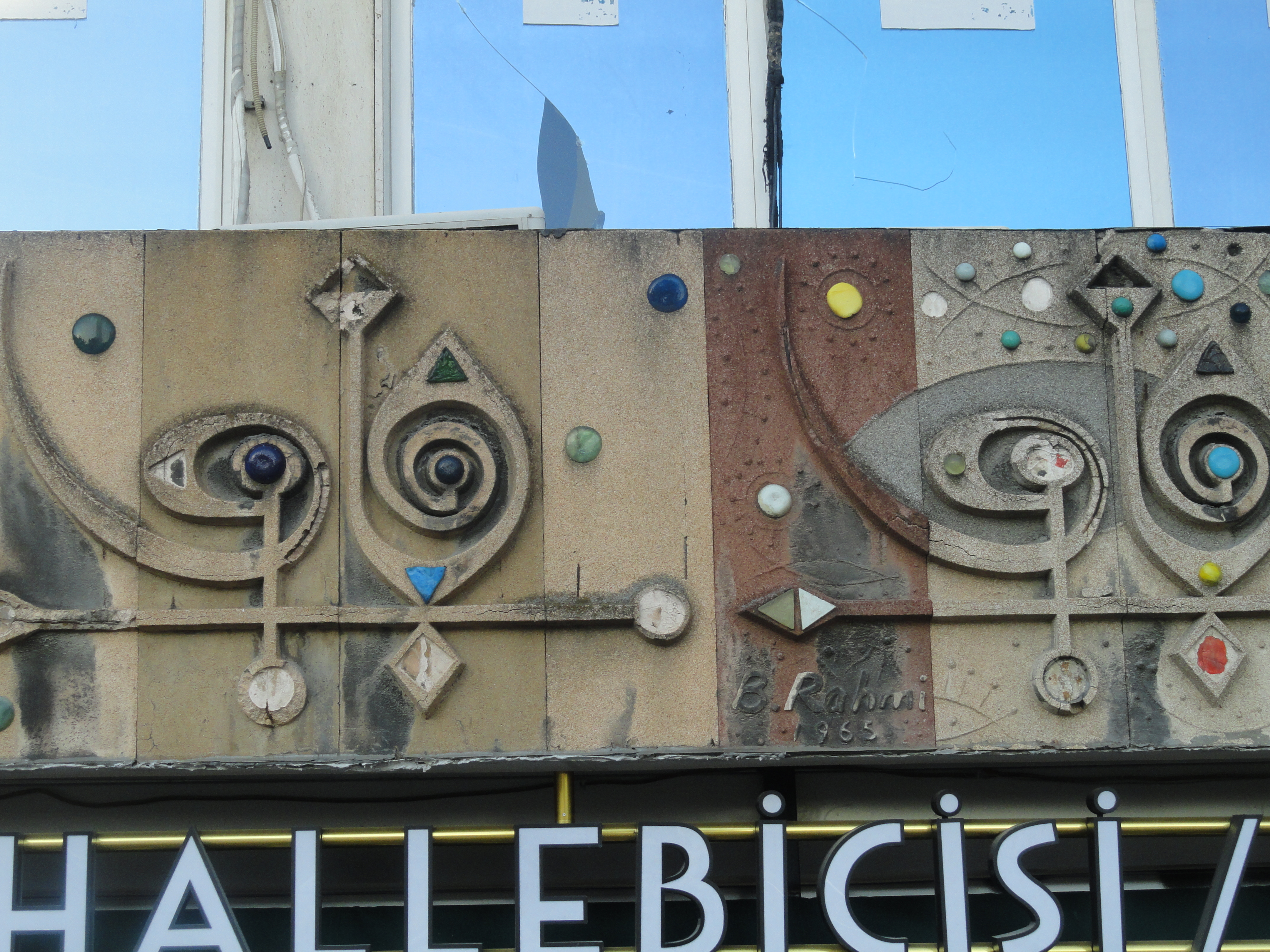
Relief an einem Wohn- und Geschäftshaus (1965)

Seine erste Einzelausstellung richtete man Eyüboğlu 1935 in der Hasefer Gallery in der rumänischen Hauptstadt Bukarest aus. Kuratiert wurde die Ausstellung von seiner späteren Ehefrau Ernestine. Eyüboğlu erhielt bald erste Aufträge: Er malte ein Fresko für das Restaurant „Lido“ in Istanbul (1943) und ein großes Wandbild für das Opernhaus Ankara (1946). 1938 ging er mit dem von der Republikanischen Volkspartei (Cumhuriyet Halk Partisi) für Künstler organisierten „Reisen auf das Land“ nach Edirne und 1942 nach Çorum und Iskilip, um dort türkische Volkskunst zu studieren. Hier entwickelte er ein starkes Interesse an der Kultur und Bildsprache der Menschen Anatoliens und griff diese in seinen Werken auf.
Ab Mitte der 1950er-Jahre experimentierte Eyüboğlu mit großformatigen abstrakten Kompositionen mit kräftiger Farbgebung, die stilisierte Motive der Volkskunst oder der osmanischen Kunst aufnahmen. Für die Expo 58 schuf der Künstler ein 250 m² großes Mosaik für den türkischen Pavillon. 1960 schuf er ein Wandbild für das NATO-Hauptquartier in Paris. Nach dem Austritt von Frankreich zog die NATO nach Brüssel und nahm das Paneel mit.
Eyüboğlu gehörte zur türkischen Avantgarde-Künstlergruppe „d Grubu“ (dt. „Gruppe d“) und war Mitbegründer der „Gruppe der Zehn“ für junge Maler, in der sich vor allem seine Studenten organisierten. Noch heute lassen sich zahlreiche Mosaike an und in öffentlichen Gebäuden in Istanbul finden, die vor allem zwischen 1937 und 1945 entstanden sind. Außerdem schuf er ein Glasfenster für die türkische Botschaft in Bonn. Außerdem fertigte er ein Mosaikpaneel für das Palais de Chaillot in Paris.
Bei einer Reise nach Paris war er beeindruckt von der afrikanischen Kunst im Musée de l’Homme. Er entschied sich, verstärkt Holztafeldruck zu nutzen und Gebrauchskunst wie Textilien und Gläser zu schaffen. Er vereinfachte seine Muster und nutzte vorgefertigte Tafeln, die auch seine Studenten benutzen durften. 1960 lud man ihn mit einem Rockefeller-Stipendium und einem Ford-Stipendium in die Vereinigten Staaten ein. Er war außerdem Gastprofessor an der University of California. Das Werk „The Chain“ gehört heute dem MoMA. In den Vereinigten Staaten nahm er Einflüsse des Abstrakten Expressionismus auf und auch von Tachismus und Informel.

## Arbeit als Lyriker
Bedri Rahmi schrieb für mehrere Literaturzeitschriften und die Tageszeitung Cumhuriyet, wo er zwischen 1952 und 1958 eine wöchentliche Kunstkolumne verfasste. Seine ersten Gedichte wurden 1941 unter dem Titel Yaradana mektup (Brief an den Schöpfer) veröffentlicht. Sein zweites Buch Karadut (Schwarze Maulbeere) wurde 1948 veröffentlicht. Außerdem schrieb er:
- Tuz, Osmanbey Mat., Istanbul 1952
- Üçü Birden, 1953
- Dördü Birden, 1956
- Karadut 69, Bilgi Yayinevi, Ankara 1969
- Dol Karabakır Dol, 1974
- Yaşadım, 1977
- Tezek, 1987